# Axinaea macrophylla
Axinaea macrophylla är en tvåhjärtbladig växtart som först beskrevs av Charles Victor Naudin, och fick sitt nu gällande namn av José Jéronimo Triana. Axinaea macrophylla ingår i släktet Axinaea och familjen Melastomataceae. Inga underarter finns listade i Catalogue of Life.